# Polymastia janeirensis
Polymastia janeirensis är en svampdjursart som först beskrevs av Boury-Esnault 1973.  Polymastia janeirensis ingår i släktet Polymastia och familjen Polymastiidae. Inga underarter finns listade i Catalogue of Life.